# Pér
Pér là một thị trấn thuộc hạt Győr-Moson-Sopron, Hungary. Thị trấn này có diện tích 31,48 km², dân số năm 2010 là 2330 người, mật độ 74 người/km².